# Fred DeLuca

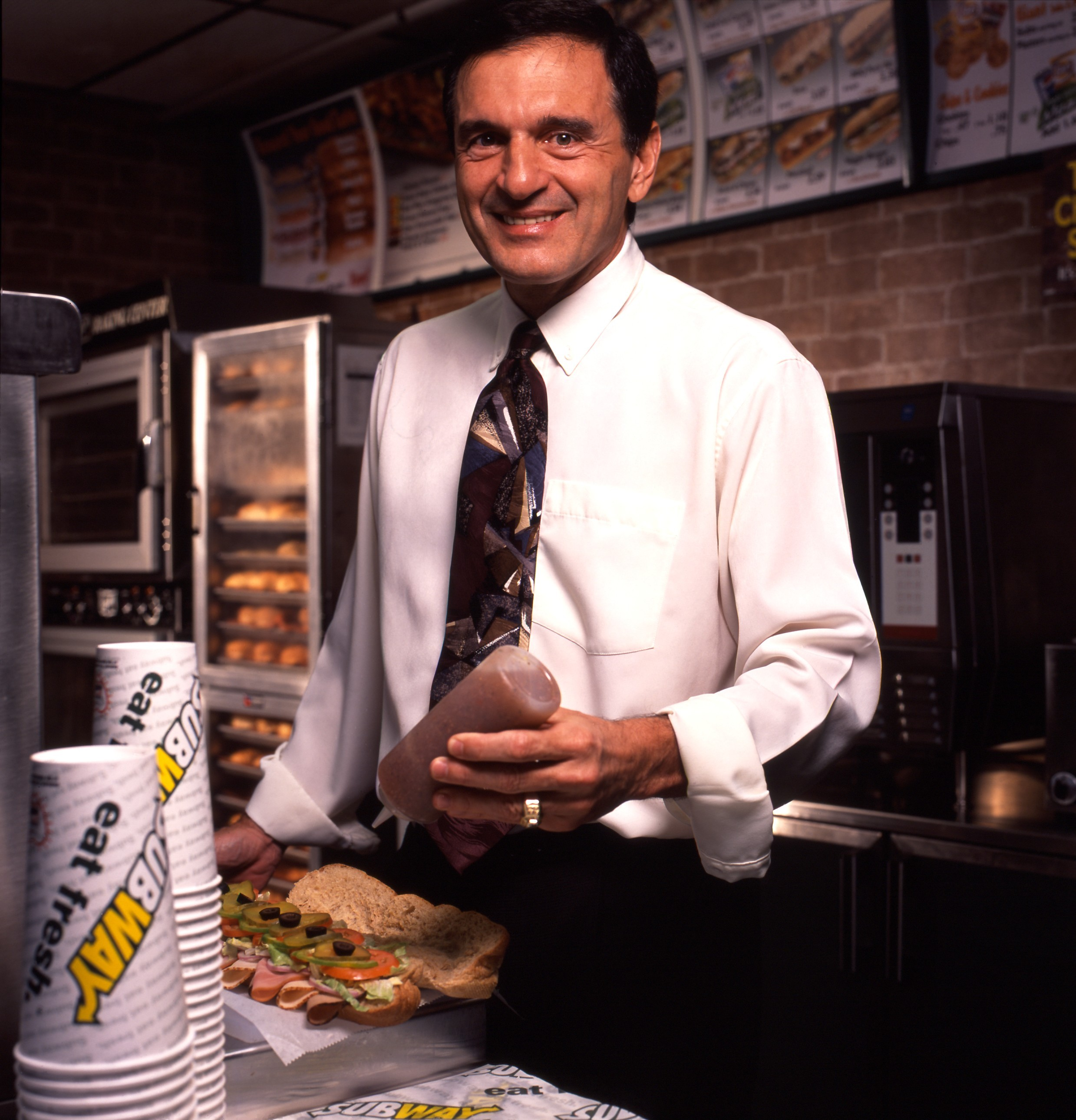
Fred DeLuca (2011)

Frederick Adrian „Fred“ DeLuca (* 3. Oktober 1947 in Brooklyn, New York City; † 14. September 2015 in Lauderdale Lakes, Florida) war ein US-amerikanischer Unternehmer. Er ist Gründer der Schnellrestaurantkette Subway.
Laut offizieller Firmengeschichte suchte DeLuca als 17-Jähriger eine Möglichkeit, sein Medizinstudium zu finanzieren. Von Peter Buck, einem Freund der Familie, soll er den Rat erhalten haben, einen Sandwich-Laden zu eröffnen. Er solle einfach einen Raum mieten, einen Tresen bauen und ein paar Lebensmittel kaufen. Buck würde sein Partner werden und ihm 1000 Dollar zur Verfügung stellen, wenn Luca bereit wäre, die Idee umzusetzen. So eröffnete am 28. August 1965 das erste Subway-Restaurant in Bridgeport im US-Bundesstaat Connecticut.
Heute ist Subway, gemessen an der Anzahl der Filialen, die größte Fastfood-Kette der Welt, der Umsatz hingegen liegt weit hinter dem von McDonald’s. DeLuca lag 2006 auf der vom Forbes Magazine erstellten Liste der reichsten US-Amerikaner mit einem Vermögen von 1,5 Milliarden Dollar auf Platz 242.
Fred DeLuca heiratete 1969 seine gleichaltrige frühere High-School-Kameradin Elisabeth, die als Kind mit ihren aus Ostpreußen stammenden Eltern in die USA eingewandert war. Das Paar lebte in Fort Lauderdale in Florida, aus der Ehe ging ein Sohn hervor.
DeLuca starb Mitte September 2015 in Lauderdale Lakes, nachdem 2013 eine Leukämie-Erkrankung diagnostiziert worden war.